# Isabella di Francia (1312-1348)
Isabella di Francia (1312 circa – aprile 1348) Principessa capetingia che fu signora consorte de la Tour-du-Pin e delfina consorte del Viennois e contessa consorte di Albon, dal 1323 al 1333.

## Origine
Isabella, sia secondo il Extraits de la Chronique attribuée à Jean Desnouelles, che secondo il De Allobrogibus libri novem, era figlia del re di Francia, Filippo V il Lungo e della Signora di Salins, contessa di Borgogna e Chalon e Contessa d'Artois, Giovanna II di Borgogna, che, come ricordato dalla madre nel proprio testamento del 1328, era la figlia femmina primogenita del Signore di Salins, Conte di Chalon e Conte di Borgogna, Ottone IV e dalla futura contessa regnante d'Artois, Matilde di Artois, che secondo le Gesta Philippi Tertii Francorum Regis, era la figlia primogenita del conte d'Artois, Roberto II il Nobile (1250-1302) e della signora di Conches Amici di Courtenay figlia di Pietro di Courtenay (1218 - † 1250), signore di Conches e di Mehun, e di Petronilla di Joigny, come ci conferma la Histoire généalogique de la Maison royale de Courtenay.
Filippo il Lungo, come ci viene confermato dal Continuatio Chronici Guillelmi de Nangiaco, era membro della dinastia dei Capetingi, essendo il secondogenito maschio del re di Francia, Filippo IV detto il Bello, e della regina regnante di Navarra, contessa di Champagne e Brie, Giovanna.

## Biografia
Quando Isabella aveva solo due anni, sua madre, Giovanna venne imprigionata, insieme alle zie, la cognata della madre, Margherita di Borgogna, figlia del Duca di Borgogna e re titolare di Tessalonica, Roberto II e della moglie, Agnese di Francia, moglie del figlio primogenito di Filippo IV detto il Bello, Luigi X l'Attaccabrighe, e la sorella della madre, Bianca, moglie del terzogenito di Filippo IV detto il Bello, Carlo il Bello), con l'accusa di adulterio, come riportato dalla Continuatio Chronici Guillelmi de Nangiaco.
 Bianca e Margherita ammisero l'adulterio e, dalla corte giudicante, che le riteneva colpevoli di flagrante adulterio, furono condannate ad essere rinchiuse in fortezza; le furono tagliati i capelli e vennero rinchiuse nella fortezza di Château-Gaillard, Eure.
 Giovanna invece, condannata per complicità, venne relegata nel castello di Dourdan.
Dopo che suo padre, Filippo, era stato eletto re di Francia, sua madre, Giovanna II di Borgogna, riottenne la libertà e, il 9 gennaio del 1317, fu incoronata regina di Francia, assiema al marito, il re di Francia, Filippo V il Lungo; all'incoronazione assistettero solo sua nonna, Mahaut, e lo zio di Filippo, Carlo di Valois; mentre sua zia Bianca continuò invece ad essere detenuta nella fortezza dello Château Gaillard; nel frattempo Margherita era morta (strangolata o forse soffocata dai suoi capelli; ancora la Continuatio Chronici Guillelmi de Nangiaco riporta la morte di Margherita nel corso del 1315).
Nel mese di febbraio, poi, una commissione di prelati, cittadini autorevoli, feudatari e dottori dell'università enunciarono il principio che una donna non può accedere al trono di Francia.
Nel 1323, secondo il De Allobrogibus libri novem, Isabella aveva sposato il barone de la Tour-du-Pin e delfino del Viennois e conte di Albon, Ghigo VIII, che, secondo il De Allobrogibus libri novem, era il figlio primogenito del signore di Coligny, barone de la Tour-du-Pin e delfino del Viennois e conte di Albon Giovanni II (prima del 1277 – 1319) e di Beatrice d'Ungheria, che ancora, secondo il De Allobrogibus libri novem, era figlia del Principe di Salerno e Re titolare d'Ungheria, Carlo Martello d'Angiò e di Clemenza d'Asburgo, che, secondo gli Annales Colmarienses Maiores era figlia del Rex Romanorum, conte d'Asburgo, Conte di Kyburg, langravio di Thurgau e conte di Löwenstein, Rodolfo I d'Asburgo e di Gertrude di Hohenberg. Lo zio Enrico, col documento n° VI della Histoire de Dauphiné et des princes, si impegnava a rimettere il governo della contea a Ghigo, il giorno del suo matrimonio. Il primo contratto di matrimonio era stato siglato a Lione, nel 1316 e con una lettera del 1322 (documento n° XIV della Histoire de Dauphiné et des princes), il contratto di matrimonio veniva confermato. Infine col documento n° XV della Histoire de Dauphiné et des princes, veniva stabilita la dote di Isabella, concordata tra Ghigo e lo zio Enrico, da una parte e Isabella e Giovanna II di Borgogna, dall'altra.
Suo marito, Ghigo VIII, morì, nel 1333, combattendo contro i Savoia, nell'assedio del castello di la Perrière, presso Saint-Julien-de-Raz, fu colpito in pieno dal tiro di una balestra; il racconnto dell'assedio, della morte di Ghigo, la cattura e distruzione del castello sono riportati nel La mort d’un chevalier e son descritti anche nel capitolo XXXII delle Les Chroniques de Genève; secondo il De Allobrogibus libri novem, Ghigo fu colpito al fianco da un dardo di balestra e gli rimase in corpo; trasportato al campo, ebbe il tempo per morire da buon cristiano e spirò il 26 agosto 1333; la sua salma fu tumulata nella chiesa di Sant'Andrea a Grenoble e tumulata vicino alla tomba del padre. Non avendo avuto discendenza legittima, a Ghiro VIII succedette il fratello Umberto, barone di Faucigny.
Nel 1335, Isabella sposò in seconde nozze il signore di Faucogney Giovanni III, come ci informa il Les Sires de Faucogney, Vicomtes de Vesoul (non consultato), e rimase nuovamente vedova vedova nel 1345. 
Isabella morì nell'aprile 1348, all'età di circa 36 anni. 

## Figli
Isabella a Ghigo non diede figli.
Isabella a Giovanni non diede figli.

## Ascendenza
|                         |               |                        | Genitori                        |  |  | Nonni |  |  | Bisnonni               |  |  | Trisnonni           |  |
|                         |               |                        |                                 |  |  |       |  |  | Filippo III di Francia |  |  | Luigi IX di Francia |  |
|                         |               |                        |                                 |  |  |       |  |  | Filippo III di Francia |  |  | Luigi IX di Francia |  |
|                         |               | Margherita di Provenza |                                 |  |  |       |  |  | Filippo III di Francia |  |  |                     |  |
| Filippo IV di Francia   |               |                        |                                 |  |  |       |  |  | Filippo III di Francia |  |  |                     |  |
|                         |               | Isabella d'Aragona     | Giacomo I d'Aragona             |  |  |       |  |  |                        |  |  |                     |  |
|                         |               | Isabella d'Aragona     | Giacomo I d'Aragona             |  |  |       |  |  |                        |  |  |                     |  |
|                         |               | Isabella d'Aragona     | Iolanda d'Ungheria              |  |  |       |  |  |                        |  |  |                     |  |
| Filippo V di Francia    |               | Isabella d'Aragona     |                                 |  |  |       |  |  |                        |  |  |                     |  |
|                         |               | Enrico I di Navarra    | Tebaldo I di Navarra            |  |  |       |  |  |                        |  |  |                     |  |
|                         |               | Enrico I di Navarra    | Tebaldo I di Navarra            |  |  |       |  |  |                        |  |  |                     |  |
|                         |               | Enrico I di Navarra    | Margherita di Borbone-Dampierre |  |  |       |  |  |                        |  |  |                     |  |
| Giovanna I di Navarra   |               | Enrico I di Navarra    |                                 |  |  |       |  |  |                        |  |  |                     |  |
|                         |               | Bianca d'Artois        | Roberto I d'Artois (=28)        |  |  |       |  |  |                        |  |  |                     |  |
|                         |               | Bianca d'Artois        | Roberto I d'Artois (=28)        |  |  |       |  |  |                        |  |  |                     |  |
|                         |               | Bianca d'Artois        | Matilde di Brabante (=29)       |  |  |       |  |  |                        |  |  |                     |  |
| Isabella di Francia     |               | Bianca d'Artois        |                                 |  |  |       |  |  |                        |  |  |                     |  |
|                         | Ugo di Châlon | Giovanni d'Auxonne     |                                 |  |  |       |  |  |                        |  |  |                     |  |
|                         | Ugo di Châlon | Giovanni d'Auxonne     |                                 |  |  |       |  |  |                        |  |  |                     |  |
|                         | Ugo di Châlon | Matilde di Borgogna    |                                 |  |  |       |  |  |                        |  |  |                     |  |
| Ottone IV di Borgogna   | Ugo di Châlon |                        |                                 |  |  |       |  |  |                        |  |  |                     |  |
|                         |               | Adelaide I di Borgogna | Ottone II di Borgogna           |  |  |       |  |  |                        |  |  |                     |  |
|                         |               | Adelaide I di Borgogna | Ottone II di Borgogna           |  |  |       |  |  |                        |  |  |                     |  |
|                         |               | Adelaide I di Borgogna | Beatrice II di Borgogna         |  |  |       |  |  |                        |  |  |                     |  |
| Giovanna II di Borgogna |               | Adelaide I di Borgogna |                                 |  |  |       |  |  |                        |  |  |                     |  |
|                         |               | Roberto II d'Artois    | Roberto I d'Artois (=22)        |  |  |       |  |  |                        |  |  |                     |  |
|                         |               | Roberto II d'Artois    | Roberto I d'Artois (=22)        |  |  |       |  |  |                        |  |  |                     |  |
|                         |               | Roberto II d'Artois    | Matilde di Brabante (=23)       |  |  |       |  |  |                        |  |  |                     |  |
| Mahaut d'Artois         |               | Roberto II d'Artois    |                                 |  |  |       |  |  |                        |  |  |                     |  |
|                         |               | Amicie de Courtenay    | Pietro di Courtenay             |  |  |       |  |  |                        |  |  |                     |  |
|                         |               | Amicie de Courtenay    | Pietro di Courtenay             |  |  |       |  |  |                        |  |  |                     |  |
|                         |               | Amicie de Courtenay    | Perronelle de Joign             |  |  |       |  |  |                        |  |  |                     |  |
|                         |               | Amicie de Courtenay    |                                 |  |  |       |  |  |                        |  |  |                     |  |

### Fonti primarie
- (LA)  De Allobrogibus libri novem.
- (LA)  Recueil des historiens des Gaules et de la France. Tome 20.
- (LA, FR)  Recueil des historiens des Gaules et de la France. Tome 21.
- (LA)  Monumenta Germaniae Historica, Scriptores, tomus XVII.
- (FR)  Diplomatum Belgicorum nova collectio, sive supplementum ad opera diplomatica Auberti Miræi (Brussels), Tome IV.
- (LA)  Histoire généalogique de la Maison royale de Courtenay.
- (LA)  Les Chroniques de Genève.
- (LA, FR)  Histoire de Dauphiné et des princes, tome I.
- (LA, FR)  Histoire de Dauphiné et des princes, Tome II.

### Letteratura storiografica
- (FR)  Histoire des ducs de Bourgogne de la race capétienne, tome VI.
- (FR)  Histoire generale de Dauphiné. Par Nicolas Chorier
- Hilda Johnstone, "Francia: gli ultimi Capetingi", cap. XV, vol. VI (Declino dell'impero e del papato e sviluppo degli stati nazionali) della Storia del Mondo Medievale, 1980, pp. 569–607.
- Francesco Cognasso, I Savoia, Ed. Corbaccio, Milano, 2002, ISBN 88-7972-135-6